# アリウヌ・ファル
アリウヌ・ファル（Alioune Fall 、1994年8月30日 - ）は、セネガル・ダカール出身のプロサッカー選手。フランス全国選手権・レッドスターFC93所属。ポジションは、ミッドフィールダー（ウイング）、フォワード。